# ガールズ・アラウド
ガールズ・アラウド（Girls Aloud）は、イギリスの女性ポップグループ。

## 概要
2002年にITV1で放送されたポップスターズの優勝者で結成され、3枚のシングルでチャート1位、4枚のアルバムでプラチナ認定になるなど、2000年代を代表するイギリスのポップグループに成長した。2009年に活動を休止して以降、シェリルがソロとして絶大な人気を得て以降、再結成の話はたびたび打ち消されていたが、やがて再結成の話が徐々にリアリティを帯びてきた。そしてついに2012年10月、正式に再結成を発表。ニューシングル「Something New」も解禁され、さらにニューアルバム『Ten』を11月26日にリリースした。
しかし3月21日、ツアー終了後突然解散を発表した。
2022年、結成20周年とサラの遺志を継ぎ乳がん研究支援のチャリティ活動を始める。7月にレース・フォー・ライフ・フォー・サラというウォーキングイベント、10月にプリムローズ・ボールと冠したチャリティイベントで賛同したアーティストのライブやオークションを行った。
また衣料品ブランド『プライマーク』とコラボパジャマを販売し収益を寄付した。
寄付金の総額は100万ポンド(約1億6千万円)になったとニコラが公表している。
2024年にアリーナツアー『ガールズ・アラウド：ショー』を開催。

## メンバー

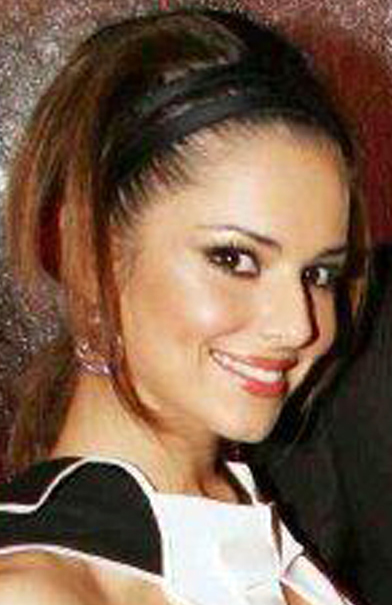
シェリル・トゥイーディー(シェリル・コール)…(Cheryl Ann Tweedy, 1983年6月30日-)
イングランド北部・ニューカッスル・アポン・タイン出身。 チェルシーFC所属のサッカー選手アシュリー・コールの元妻でもある。2003年に黒人従業員への暴行と人種差別発言疑惑を起こしている[1]。2009年に世界的に有名な女優やスーパーモデルを抑えてイギリスのファッション雑誌『グラマー』において女性ベストドレッサーのランキング1位に、また同年イギリスの男性誌『FHM』でもセクシーな女性ランキング1位に輝くなど、名実ともにイギリスを代表するオシャレでセクシーな美人セレブとして、音楽以外の分野でも注目をされるようになった。
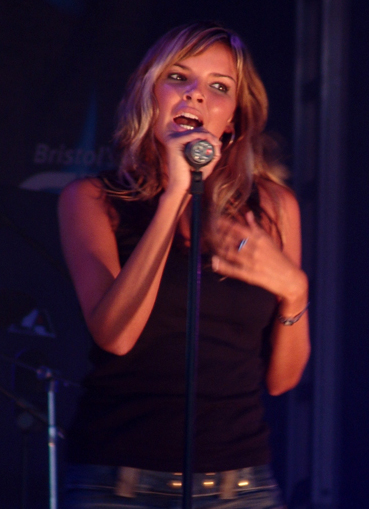
ネイディーン・コイル…(Nadine Elizabeth Louise Coyle, 1985年6月15日-)
メンバーで唯一のアイルランド出身。ガールズ・アラウドのなかでもトップクラスの美貌の持ち主。ガールズ・アラウドのレーベル以外から出したからか、ソロアルバムをイギリスおよびアイルランドでリリースするも話題にならずに終わる。しかし彼女はいまだにソロとしての成功に満足しておらず、近いうちに2枚目となるソロアルバムをリリースするという。2013年8月に妊娠していることを発表した。相手は元婚約者のフットボール選手ジェイソン・ベルで、現在は復縁している。子どもは女の子で、2014年2月にツイッターで出産を報告した。
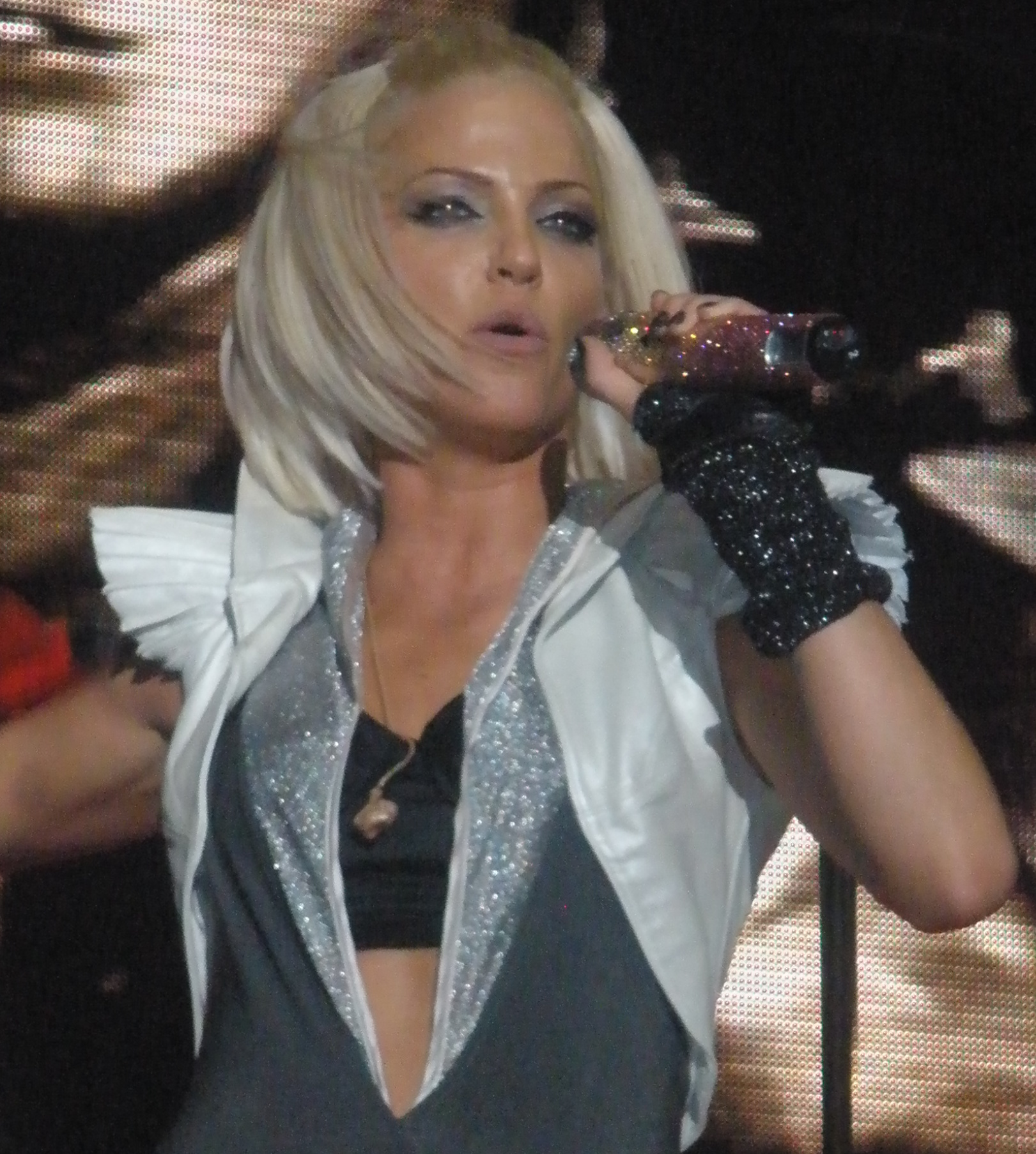
サラ・ハーディング…(Sarah Nicole Harding, 1981年11月17日 - 2021年9月5日)
イングランド・アスコット出身。有名下着メーカーUltimoの下着モデルとして契約した事で話題となった。彼女の突き抜けるような声はグループのなかでもトップクラスの支持を集めている。ソロ活動では主に女優として活動しており、聖トリニアンズ女学院2は日本でもDVDが発売されている。2021年9月5日朝、乳がんにより死去[2]。39歳没。
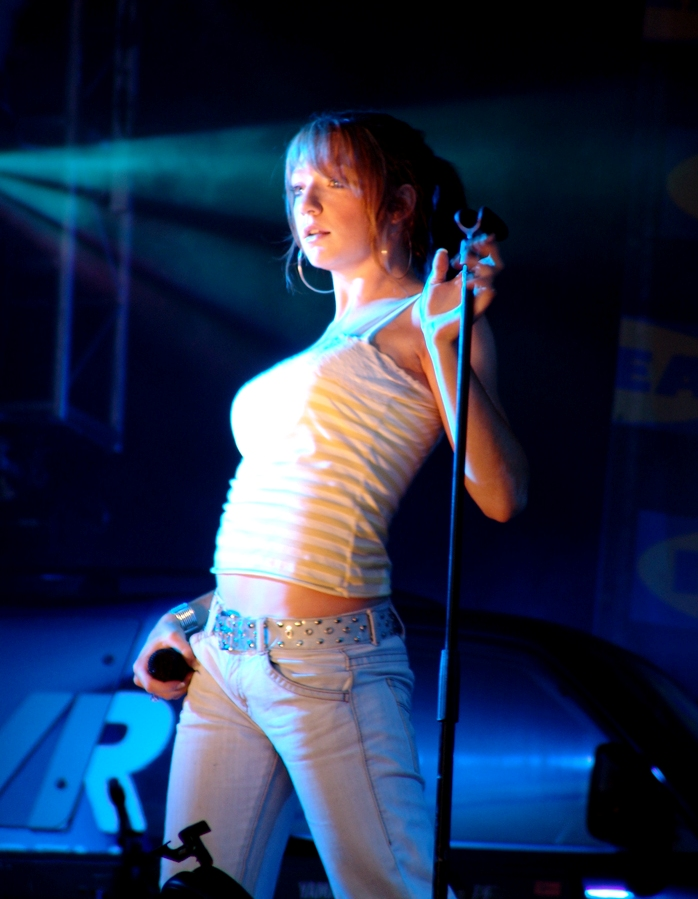
ニコラ・ロバーツ…(Nicola Maria Roberts, 1985年10月5日-)
イングランド北部・ランコーン出身。デビュー当時は色白である事がコンプレックスだったが、2008年テレビ番組"The Passion of Girls Aloud"で色白の女性向けの化粧品"Dainty Doll"をプロデュースするなど同じコンプレックスを持つ女性にエールを送っている。また2010年イギリスでの18歳未満の日焼け用ベッド禁止法案への支持を表明しておりBBCのドキュメンタリー"The Truth about Tanning"に出演したり下院でスピーチをするなど法案の可決を訴えている。ソロ活動ではファッション関係の仕事が多く2010年にはナオミ・キャンベル主催のハイチ救済のためのファッションショーでランウェイを歩いた。2011年6月5日に"Beat Of My Drum"でソロデビューを果たす。9月18日にはセカンドシングル"Lucky Day"、9月26日にはデビューアルバム"CINDERELLA's EYES"を発表する。2012年ハウス・オブ・ホランドのディレクターとリアーナの衣装をデザインするデザイナーを発掘するオーディション番組"Styled to Rock"でメンターを務めている。マスクド・シンガー初代優勝者。
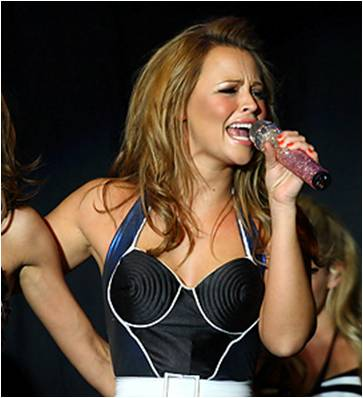
キンバリー・ウォルシュ…(Kimberley Jane Walsh, 1981年11月20日-)
イングランド北部・ブラッドフォード (イングランド)出身。幼い頃からCMに出演したり[3]舞台に出演したりと演技の世界で活躍していた。ソロではシュレックのミュージカル[4]や映画"ホリッド・ヘンリー"に出演するなど役者としての活動が多い。また音楽面ではアグロ・サントスのシングル"Like U Like"へのフィーチャリング出演やオリンピック公式チームGBシングルとしてアルフィー・ボーとクイーンの名曲「ワン・ヴィジョン」をカバーしている。これまで共作が多かったが2013年2月にソロアルバムを出す事が決定した。2012年、BBCの人気番組ストリクトリー・カム・ダンシングに出演し話題となっている[5]。2014年2月、ツイッターで10年以上交際していたジャスティン・スコットの子供を妊娠した事を明かした。同年9月14日長男ボビーが誕生。2016年1月30日にバルバドスで挙式。ブライスメイトとしてシェリルとニコラが参加した。2016年6月に第2子妊娠を発表、同年12月15日に次男コールが誕生した。2020年年末に第3子妊娠を発表、2021年5月28日に三男ネイトが誕生した。

- シェリル・コール
- ネイディーン・コイル
- サラ・ハーディング
- ニコラ・ロバーツ
- キンバリー・ウォルシュ

## ディスコグラフィー

### アルバム
| 2003                                      | Sound of the Underground      | - 発売日: 2003年5月26日 - レーベル: Polydor - フォーマット: CD, digital download - 全英売上: 36.8万枚      | 2  | 6  | 53 | - UK: プラチナ                       |
| 2004                                      | What Will the Neighbours Say? | - 発売日: 2004年11月29日 - レーベル: Polydor - フォーマット: CD, digital download - 全英売上: 59.9万枚     | 6  | 12 | —  | - UK: 2× プラチナ - IRE: 2× プラチナ |
| 2005                                      | Chemistry                     | - 発売日: 2005年12月5日 - レーベル: Polydor - フォーマット: CD, digital download - 全英売上: 39万枚        | 11 | 31 | —  | - UK: プラチナ - IRE: プラチナ       |
| 2007                                      | Tangled Up                    | - 発売日: 2007年11月19日 - レーベル: Fascination - フォーマット: CD, digital download - 全英売上: 50.5万枚 | 4  | 25 | —  | - UK: プラチナ - IRE: ゴールド       |
| 2008                                      | Out of Control                | - 発売日: 2008年11月3日 - レーベル: Fascination - フォーマット: CD, digital download - 全英売上: 79.6万枚  | 1  | 7  | —  | - UK: 2× プラチナ - IRE: 2× プラチナ |
| "—"は未発売またはチャート圏外を意味する。 |                               | |    |    |    |                                      |

### コンピレーション・アルバム
| 年   | タイトル                                    | アルバム詳細                                                                                              | チャート 最高位 | チャート 最高位 | 認定                                 |
| 年   | タイトル                                    | アルバム詳細                                                                                              | UK              | IRE             | 認定                                 |
| ---- | ------------------------------------------- | --- | --------------- | --------------- | ------------------------------------ |
| 2006 | The Sound of Girls Aloud: The Greatest Hits | - 発売日: 2006年10月29日 - レーベル: Fascination - フォーマット: CD, digital download - 全英売上: 120万枚 | 1               | 9               | - UK: 4× プラチナ - IRE: 2× プラチナ |
| 2012 | Ten                                         | - 発売日: 2012年11月26日 - レーベル: Fascination - フォーマット: CD, digital download - 全英売上: 17万枚  | 9               | 17              | - UK: ゴールド                       |

### シングル
- 2002: Sound of the Underground － #1
- 2003: No Good Advice － #2
- 2003: Life Got Cold － #3
- 2003: Jump － #2
- 2004: The Show － #2
- 2004: Love Machine － #2
- 2004: I'll Stand By You － #1
- 2005: Wake Me Up － #4
- 2005: Long Hot Summer － #7
- 2005: Biology － #4
- 2005: See The Day － #9
- 2006: Whole Lotta History － #6
- 2006: Something Kinda Ooooh － #3
- 2006: I Think We're Alone Now － #4
- 2007: ウォーク・ディス・ウェイ (with シュガーベイブス) － #1
- 2007: Sexy! No No No... － #5
- 2007: Call The Shots － #3
- 2008: Can't Speak French － #9
- 2008: The Promise － #1
- 2009: The Loving Kind － #10
- 2009: Untouchable － #11
- 2012: Something New －